# Павловиці (Жирардовський повіт)
Павловиці (пол. Pawłowice) — село в Польщі, у гміні Мщонув Жирардовського повіту Мазовецького воєводства.
Населення — 42 особи (2011).
У 1975-1998 роках село належало до Скерневицького воєводства.

## Демографія
Демографічна структура станом на 31 березня 2011 року:
|          | Загалом | Допрацездатний вік | Працездатний вік | Постпрацездатний вік |
| -------- | ------- | ------------------ | ---------------- | -------------------- |
| Чоловіки | 17      | 1                  | 16               | 0                    |
| Жінки    | 25      | 5                  | 15               | 5                    |
| Разом    | 42      | 6                  | 31               | 5                    |